# Anne de Geierstein
Anne de Geierstein, la fille du brouillard (Anne of Geierstein; or The Maiden of the Mist), également intitulé Charles le Téméraire en traduction française, paru le 20 mai 1829 sous la signature « par l'auteur de Waverley », est l'un des derniers romans historiques de l'auteur écossais Walter Scott.
L'action principale se situe pendant les guerres de Bourgogne, de 1474 à 1477, en Suisse, puis en Alsace, en Bade, en Bourgogne, en Provence et en Lorraine. Deux exilés anglais voient Charles le Téméraire se fourvoyer dans une querelle inopportune avec les Confédérés suisses, qu'il méprise et sous-estime. Il y perd la vie, et la Bourgogne sa puissance.
Rapporté par un des personnages, un conte vient s'imbriquer dans le roman : « le récit fantastique de Rodolphe de Donnerhugel ».

## Genèse
En mai 1823, lorsqu'il termine Quentin Durward, Walter Scott songe à un deuxième roman consacré à la rivalité entre Louis XI et Charles le Téméraire. Puis il choisit de se concentrer plutôt sur la campagne fatale que mène Charles contre la Confédération suisse. En août 1827, alors qu'il vient de terminer la première série des Chroniques de la Canongate, il envisage enfin de donner forme à son idée. Scott connaît bien l'histoire de France et de Bourgogne. En revanche, il est moins versé dans celle de la Suisse. Son éditeur Robert Cadell (en) lui fournit de la documentation. Mais, à ce moment-là, l'auteur préfère se tourner vers la seconde série des Chroniques de la Canongate, qui devient La Jolie Fille de Perth. Terminé en mars 1828, ce livre paraît en mai.

### Sources

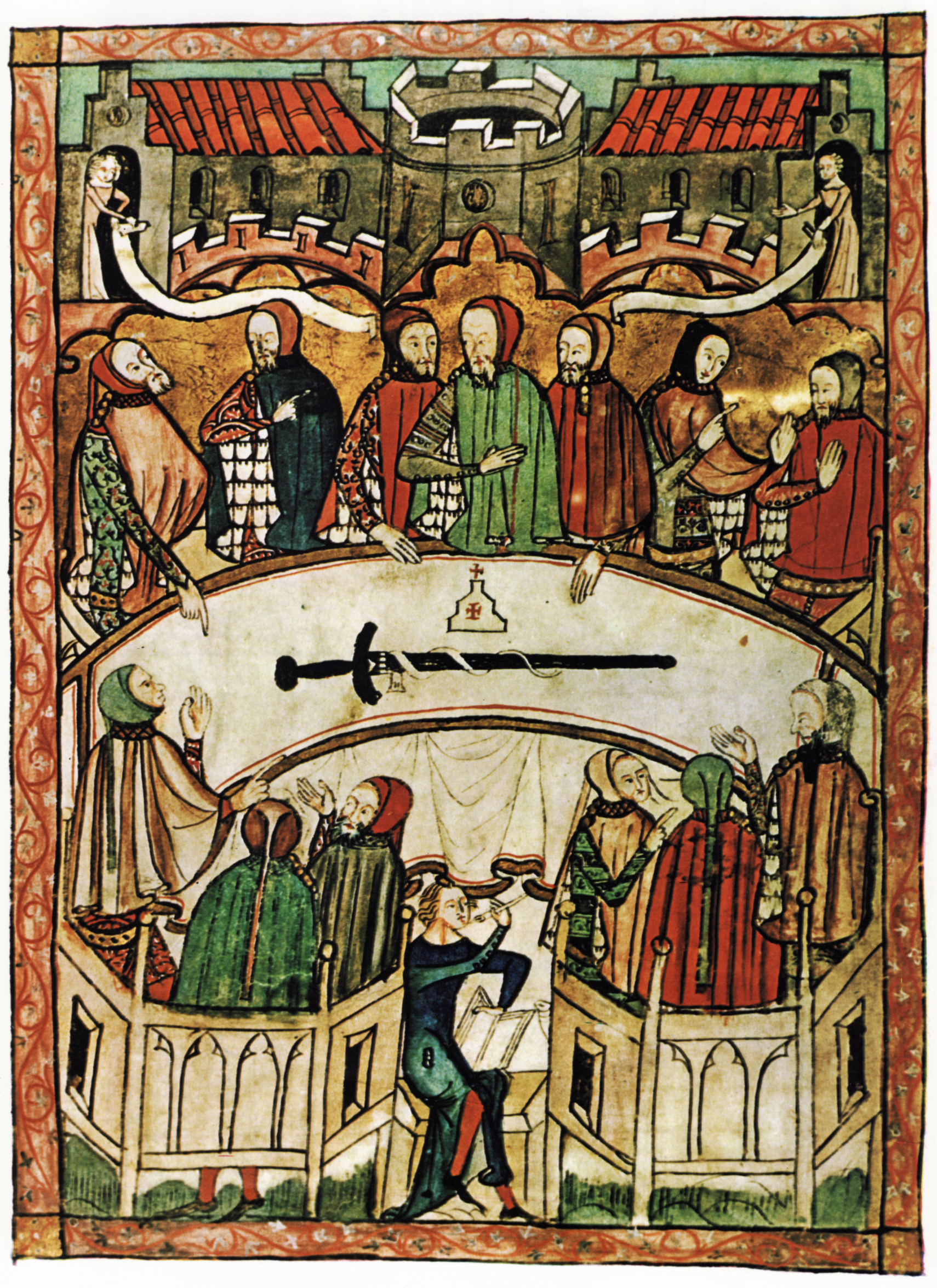
Un tribunal de la Sainte-Vehme, vers 1375.

En juillet 1828, l'auteur commence à travailler sur le scénario d'Anne de Geierstein. Il étudie la documentation fournie par Cadell l'année précédente. Quatre de ces livres vont lui être précieux : une traduction en français de Die Geschichten der Schweizer (1780) de Johannes von Müllern, Switzerland (1815) d'Ann Yosy, Switzerland (1822) de Louis Simond et The History of Switzerland (1825) de Thomas Colley Grattan.
Le journal de voyage de son ami James Skene, illustré, a déjà servi à Scott pour Quentin Durward. Il y a recours à nouveau pour les scènes d'Anne de Geierstein situées en France.
Il se sert par ailleurs d'un exposé de Skene décrivant un tribunal de la Vehmegericht, ou Sainte-Vehme. Scott s'intéresse de longue date à cette société secrète. Dans les années 1790, il a lu de  nombreux ouvrages allemands qui en parlaient. Il a évoqué le thème en 1797 dans sa tragédie La Maison d'Aspen (qui ne paraîtra qu'en 1830). Il a traduit, en 1799, le Götz von Berlichingen de Goethe. Pour Anne de Geierstein, il approfondit ses connaissances en la matière. Il consulte notamment l'Ueber die Verfassung der heimlichen Gerichte in Westphalen (1794) de Carl Philipp Kopp, le Précis de l’histoire des tribunaux secrets, dans le nord de l’Allemagne (1824) de François-Adolphe Loève-Veimars et le Das Femgericht Westphalens (1825) de Paul Wigand.

### Écriture
Il commence à écrire à la mi-septembre 1828. Mais les premières scènes sont sévèrement critiquées par le coéditeur Ballantyne (en), qui ne voit pas bien comment l'auteur pourrait parler d'un pays, la Suisse, où il n'a jamais mis les pieds. Scott se détourne alors du roman. Il n'y revient que le 15 octobre. En janvier 1829, il connaît un blocage. En mars, de nouvelles critiques de Ballantyne lui font à nouveau délaisser le projet. Cadell lui redonne confiance. Le 16 avril, l'auteur estime n'en avoir plus que pour une semaine de travail. Mais il délaisse encore le roman jusqu'au 27 avril. Le 29, il a terminé.

### Publication
Anne of Geierstein; or The Maiden of the Mist (Anne de Geierstein, la Fille du brouillard) paraît en trois volumes sous la signature « par l'auteur de Waverley, etc. » :
- à Édimbourg, chez Cadell, le 20 mai 1829 ;
- à Londres, chez Simpkin et Marshall, le 25 mai[1].

## Cadre historique

### Guerre des Deux-Roses
La guerre des Deux-Roses oppose en Angleterre, de 1455 à 1485, la maison royale d'York à la maison royale de Lancastre. En 1471, les Lancastriens sont défaits à la bataille de Tewkesbury. Un des leurs, exilé en France, John de Vere, comte d'Oxford, est impliqué dans plusieurs complots contre le roi Édouard IV.

### Guerres de Bourgogne

La Confédération suisse en 1474.

Les Confédérés suisses ont acquis leur indépendance. Mais ils entretiennent des rapports tendus avec la maison de Habsbourg. Dans ce contexte, Sigismond, archiduc d'Autriche, fait alliance en 1469 avec Charles le Téméraire, duc de Bourgogne : par le traité de Saint-Omer il lui vend, avec droit de rachat, des territoires de Haute-Alsace et de Forêt-Noire, ce qui fait de Charles un voisin immédiat des cantons suisses. Charles nomme pour ces territoires un bailli, Pierre de Hagenbach, qui prend des mesures nuisant au commerce entre les villes rhénanes et suisses.
Le 31 mars 1474, une alliance de dix ans est conclue entre les Confédérés, Soleure, les quatre villes impériales du Rhin (Strasbourg, Bâle, Colmar et  Sélestat) et les évêques de Strasbourg et de Bâle. En mai, Hagenbach est exécuté pour crimes de guerre. En août, l'opération de représailles menée en Haute-Alsace par son frère Étienne sert de déclencheur aux guerres de Bourgogne (1474-1477), qui opposent les Confédérés à Charles le Téméraire,.
Le 2 janvier 1475, Sigismond, peu satisfait de son allié Charles, signe une « paix perpétuelle » avec les Confédérés. En avril 1476, René II de Lorraine, à qui Charles dispute son duché, fait alliance contre lui avec les Suisses.
Les guerres de Bourgogne se soldent par la mort de Charles le Téméraire et par l'effondrement de la puissance bourguignonne.

## Dates du récit et dates historiques

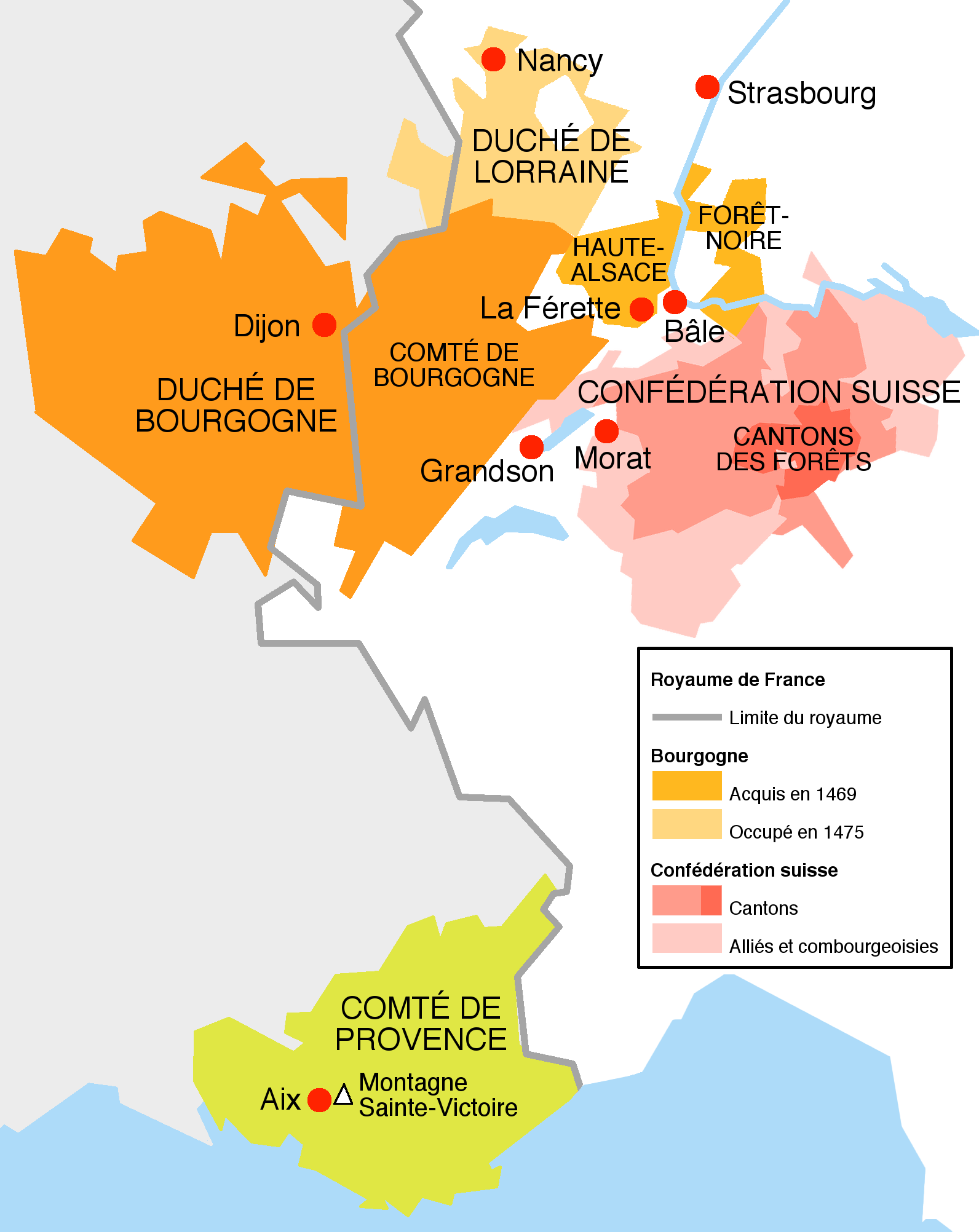
Lieux du roman.

Le récit de Scott resserre la chronologie des événements sur un peu plus de deux ans, de l'automne 1474 à janvier 1477.
Historiquement :
- Pierre de Hagenbach est exécuté à Brisach en mai 1474[11] ;
- Édouard IV débarque à Calais en juillet 1475 ;
- le traité de Picquigny est signé le mois suivant[13] ;
- la bataille de Grandson a lieu en mars 1476 ;
- celle de Morat en juin ;
- Charles le Téméraire est tué le 5 janvier 1477[14] ;
- Marguerite d'Anjou ne meurt qu'en 1482, à Dampierre-sur-Loire[15].

## Lieux du récit
- Le récit débute en Unterwald, un des « cantons des Forêts », les cantons fondateurs de la Suisse.
- Il se déplace non loin de Bâle.
- Il se poursuit à Ferrette (La Férette, dans le livre), en Haute-Alsace, c'est-à-dire au sud de l'Alsace. Scott transpose librement à Ferrette des événements historiques qui ont eu lieu plus au nord, sur la rive allemande du Rhin, à Brisach, que les Français appellent aujourd'hui Vieux-Brisach.
- Deux personnages se rendent à Strasbourg, l'un par la rive alsacienne du Rhin, l'autre par la rive allemande où Scott situe le fictif château d'Arnheim.
- Ils gagnent ensuite Dijon, dans le duché de Bourgogne.
- Puis l'action se transporte dans le comté de Provence, à Aix et sur la montagne Sainte-Victoire, qui se dresse à treize kilomètres à l'est d'Aix. Scott la coiffe d'un monastère qui n'existe pas encore à l'époque du récit. Il n'est construit qu'au XVIIe siècle[16].
- Le corps du récit s'achève dans le duché de Lorraine, à la bataille de Nancy.

## Résumé

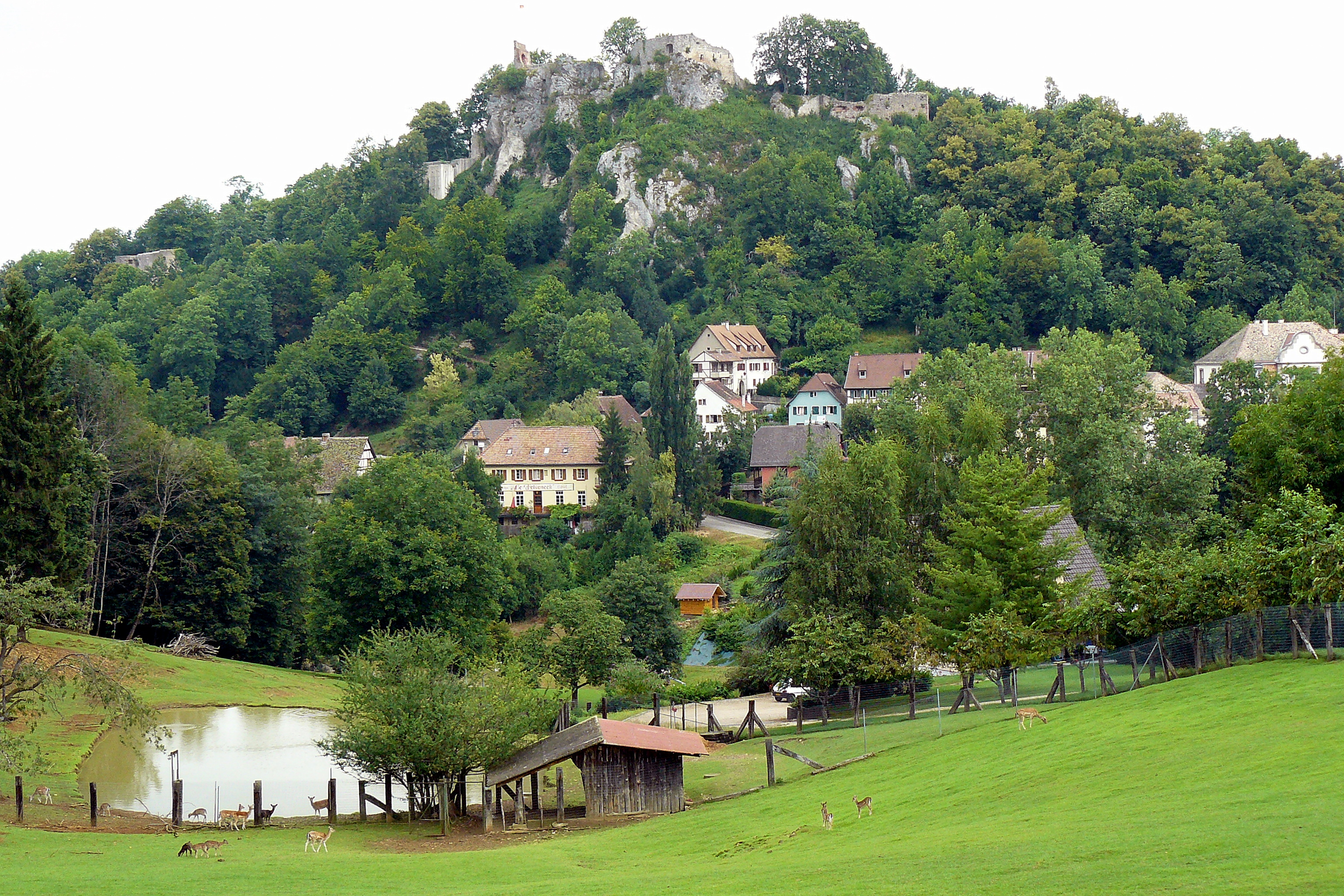
Ferrette (La Férette, dans le livre) et son château.

Durant l'automne 1474, partis de Venise, deux marchands anglais, John Philipson et son fils Arthur traversent les « cantons des Forêts ». Ils se trouvent en difficulté dans un passage dangereux. Arthur, pris de vertige, est sauvé par l'intervention d'une jeune fille, Anne de Geierstein. Les voyageurs sont accueillis chez l'oncle d'Anne, Arnold Biederman. Arthur a manifestement la faveur d'Anne. Il suscite la jalousie du cousin de celle-ci, Rodolphe de Donnerhugel, qui le défie. Leur duel est interrompu par Arnold et John. Les deux rivaux se réconcilient en apparence.
L'intention de John est de vendre ses marchandises à la cour de Charles le Téméraire. Arnold se propose de l'escorter, car il doit s'y rendre aussi : il va ramener Anne à son père ; et il fait partie d'une députation de la diète de la Confédération, chargée d'adresser des remontrances au duc de Bourgogne au sujet des exactions commises par Archibald von Hagenbach, gouverneur de La Férette. Arnold tient cependant à maintenir la paix entre Charles et les Confédérés.

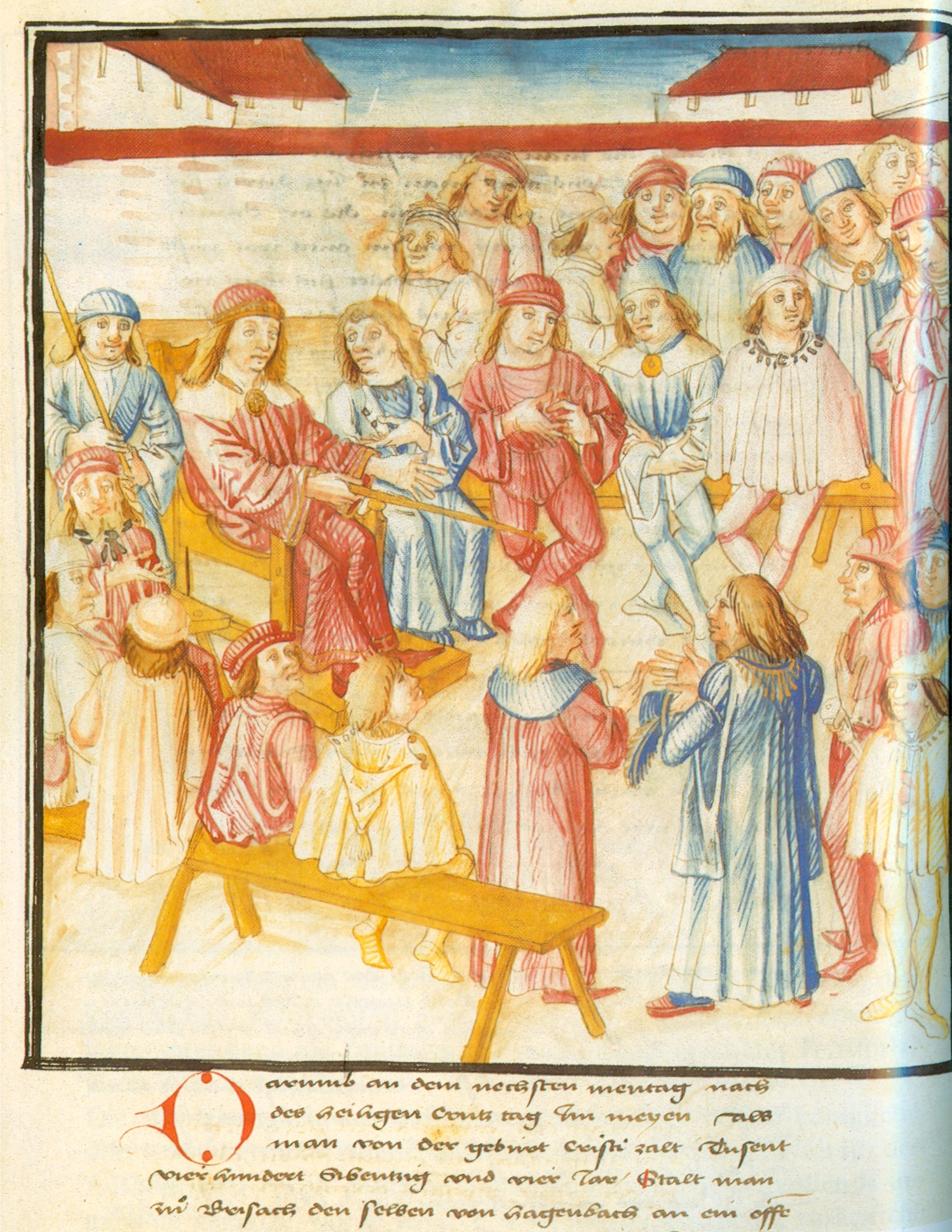
Procès de Pierre de Hagenbach (qui inspire, dans le roman, le personnage d'Archibald von Hagenbach).

Les voyageurs sont contraints de dormir dans un château en ruine, près de Bâle. Au cours d'une ronde, Arthur a la surprise de voir une forme paraissant être Anne parcourir la forêt en pleine nuit. Or, la jeune fille ne peut, croit-il, quitter l'endroit où se trouve sa couche. Rodolphe en profite pour chercher à semer le trouble dans les sentiments de son rival. Il lui donne à penser que la jeune fille, issue d'une famille de sorciers, n'est pas véritablement humaine. Dans un long récit, il évoque la tradition lui attribuant un arrière-grand-père mage persan et une grand-mère ayant pouvoir d'apparaître et de disparaître comme un farfadet.
Au matin, les deux marchands anglais partent seuls, deux heures avant les députés. Arrivant à La Férette, ils sont capturés par les hommes de Hagenbach et jetés dans des cachots en attendant d'être exécutés.
Arthur est tiré de son cachot par un prêtre et par Anne de Geierstein, qui disparaît ensuite.
La délégation suisse arrive à son tour dans la place. Elle y est aussitôt encerclée par une troupe en armes, prête à en découdre. Mais soudain les habitants de La Férette s'insurgent, appuyés de jeunes Bâlois prévenus par Rodolphe. Arthur et Arnold profitent de la confusion pour aller délivrer John. Lorsque tous trois reviennent, ils assistent à l'exécution de Hagenbach, qui vient d'être condamné par la Vehmegericht, tribunal d'une puissante organisation secrète.
La délégation se met en route à pied vers le camp de Charles, tandis que les deux Anglais font un détour à cheval par Strasbourg. En chemin, père et fils décident de se séparer : John continuera par la rive alsacienne du Rhin, tandis qu'Arthur empruntera la rive droite.
Passant la nuit dans une auberge, John est traduit à son tour devant la Vehmegericht. On l'accuse de vouloir nuire à l'organisation secrète. Sur intervention du président, il est finalement libéré.
Cependant, de l'autre côté du Rhin, Arthur arrive au château d'Arnheim, celui du grand-père maternel d'Anne, où il retrouve la jeune fille. Elle lui fournit des explications rationnelles de son comportement mystérieux et des légendes qui entourent sa famille.

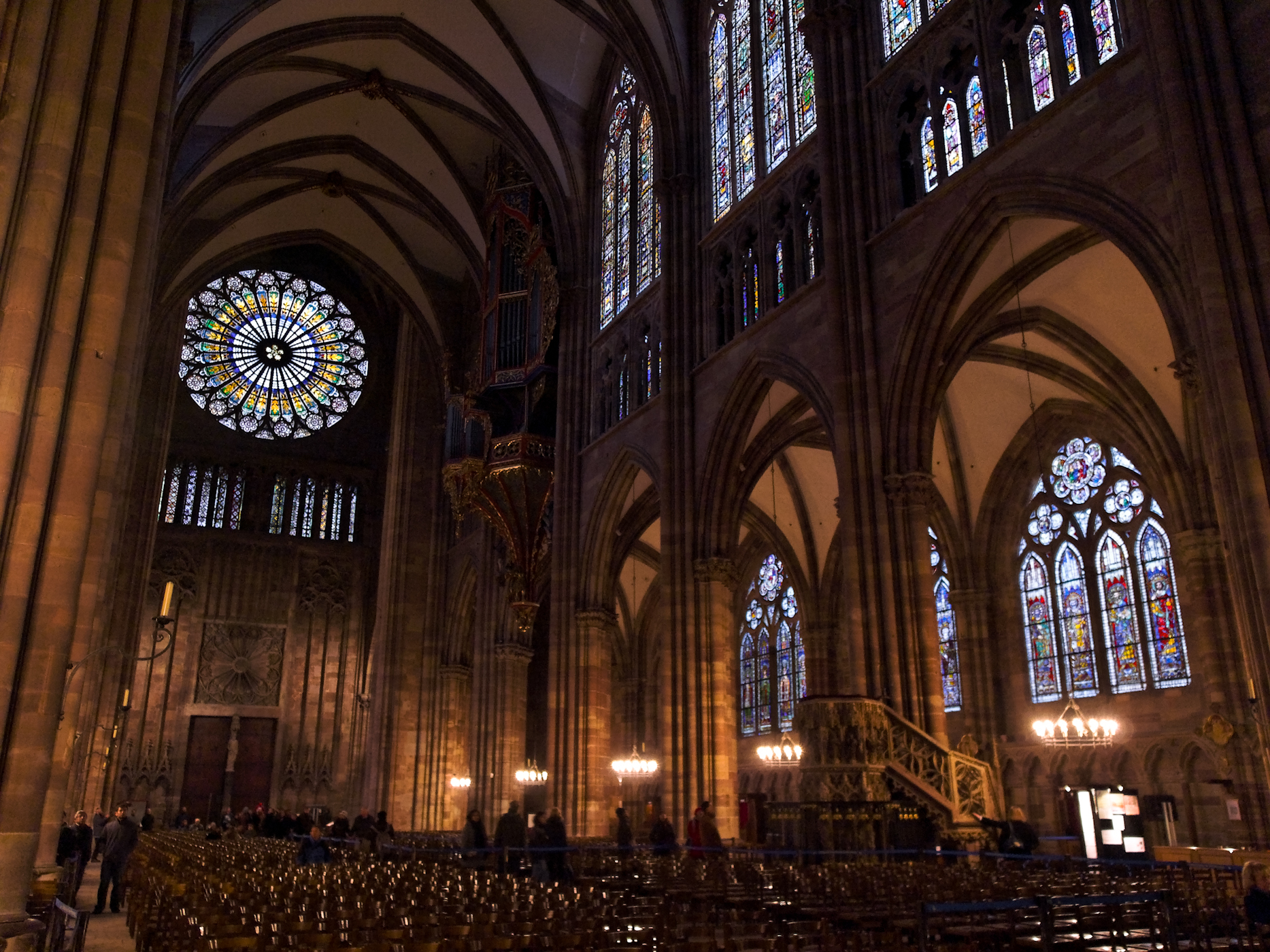
La cathédrale de Strasbourg, où John et Arthur de Vere rencontrent Marguerite d'Anjou.

À Strasbourg, Arthur retrouve son père. Il l'accompagne à un rendez-vous dans la cathédrale avec Marguerite d'Anjou, la veuve du roi d'Angleterre Henri VI, déguisée en mendiante. Car le marchand John Philipson n'est autre que John de Vere, comte d'Oxford, un partisan de la maison de Lancastre. Marguerite et John veulent mettre sur le trône d'Angleterre le jeune Henri Tudor, comte de Richmond, exilé en Bretagne.
Marguerite apprend aux deux Anglais qu'Édouard IV, qui prétend à la couronne de France, vient de traverser la Manche avec son armée ainsi que tous les partisans de la maison d'York. Le moment est donc particulièrement propice à une tentative d'invasion de l'Angleterre, à condition d'obtenir l'aide en troupes de Charles le Téméraire. Mais il faut faire vite. Marguerite s'inquiète en effet de ce que Louis XI a secrètement proposé la paix à Édouard IV. Elle craint que ce dernier ne rembarque bientôt.
Selon Marguerite, Charles ne fera pas alliance avec son beau-frère Édouard. Charles, pour l'heure, menace l'Allemagne. Et ses troupes parcourent la Lorraine, dont elles occupent les principales villes et châteaux. Charles dispute en effet ce duché à René de Vaudemont, neveu de Marguerite.
John et Arthur se rendent au camp de Charles, près de Dijon, afin de solliciter son aide. En contrepartie, John propose au duc la Provence, qui appartient à René d'Anjou, « le Bon Roi René », le père de Marguerite. Charles est tenté. Mais il exige en sus que René désavoue les prétentions sur la Lorraine de René de Vaudemont, son petit-fils.
Quant aux amis de John, les députés suisses, Charles a déjà donné l'ordre de les conduire à la roue et au gibet, à Dijon, sur la place du Morimont. Il les accuse d'avoir pris d'assaut La Férette et d'avoir exécuté Hagenbach. John, qui les sait innocents, obtient un sursis jusqu'au lendemain, pour leur permettre de se justifier. Arthur se rend en Provence pour en ramener l'acte formel de cession des domaines du roi René. 

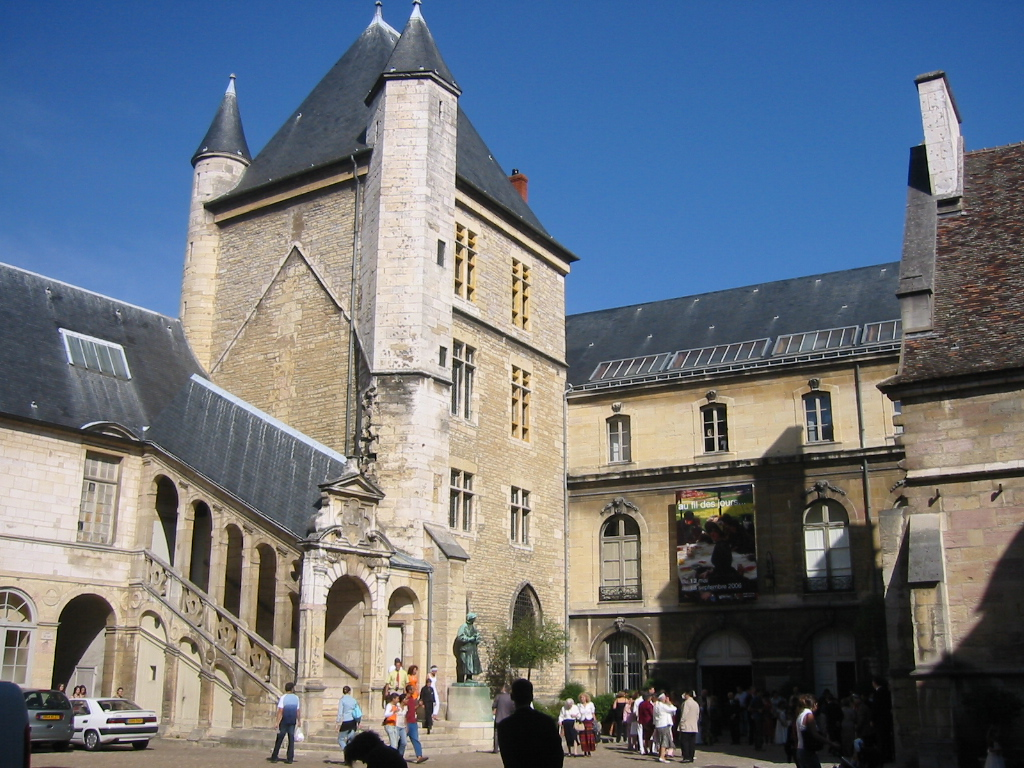
Palais des ducs de Bourgogne, à Dijon. Charles le Téméraire y rencontre les députés des états de Bourgogne et ceux des cantons suisses.

Charles entre à Dijon. Il a suggéré aux états de Bourgogne d'imposer un droit de taille pour financer une guerre contre les cantons suisses. Les députés des trois ordres font part d'un refus de cette proposition. Charles ne peut contenir sa fureur. Et c'est le moment qu'il choisit pour demander que l'on fasse comparaître les députés suisses.
Arnold Biederman expose les motifs de plainte des Confédérés envers des officiers de Charles et envers Jacques de Savoie-Romont, allié et conseiller du duc : pillages, marchands emprisonnés ou mis à mort… Arnold fait valoir qu'en cas de guerre, Charles n'a rien à gagner — ni richesses ni gloire — dans une victoire sur des paysans pauvres ; mais qu'en revanche son honneur et sa réputation ont beaucoup à perdre si jamais, comme cela s'est produit par le passé, les Suisses sont vainqueurs. Arnold fait une proposition de paix, que Charles rejette.

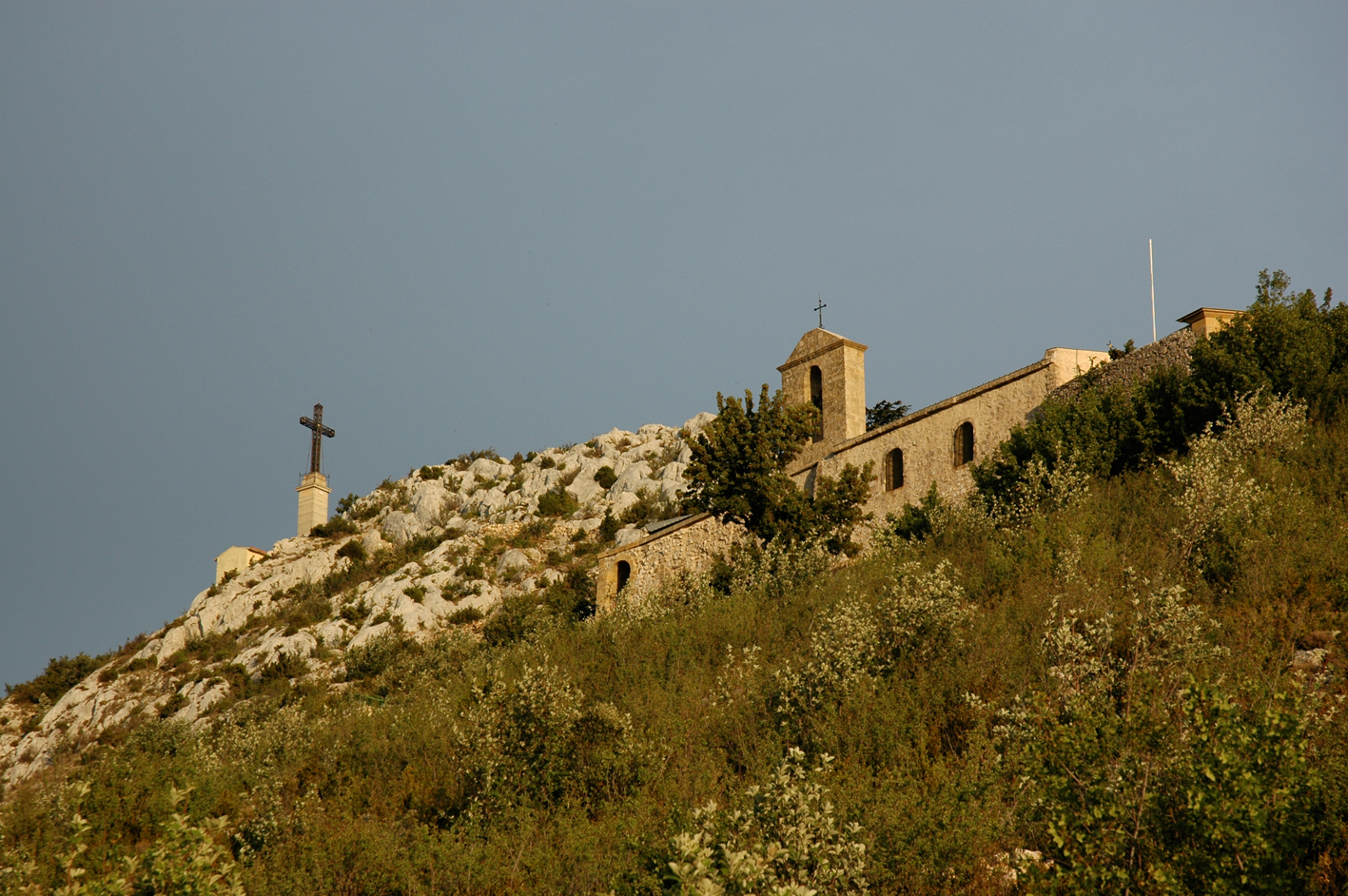
Le prieuré de la montagne Sainte-Victoire, où Arthur retrouve Marguerite d'Anjou. En réalité, il ne sera construit qu'au XVIIe siècle.

Charles et John apprennent qu'Édouard IV et Louis XI se sont rencontrés à Péquigny, et ont déjà conclu un accord. John est effondré. Charles ne lui demande qu'une semaine de délai, le temps de châtier les Suisses. Après quoi, il lui donnera des forces plus considérables encore que celles qu'il a promises. Et il veillera à ce qu'Édouard ne trouve pas un seul navire dans toute la Flandre.
En Provence, au monastère de la montagne Sainte-Victoire, Arthur trouve Marguerite d'Anjou et lui fait part des exigences de Charles. La reine se rend alors à Aix pour obtenir l'abdication de son père. René, qui est criblé de dettes, accepte de signer sans même chercher à savoir à qui il cède ses domaines de Provence. Puis Marguerite lui présente un second document, par lequel il désavouerait les prétentions de son petit-fils sur la Lorraine. Indigné, René refuse de signer.

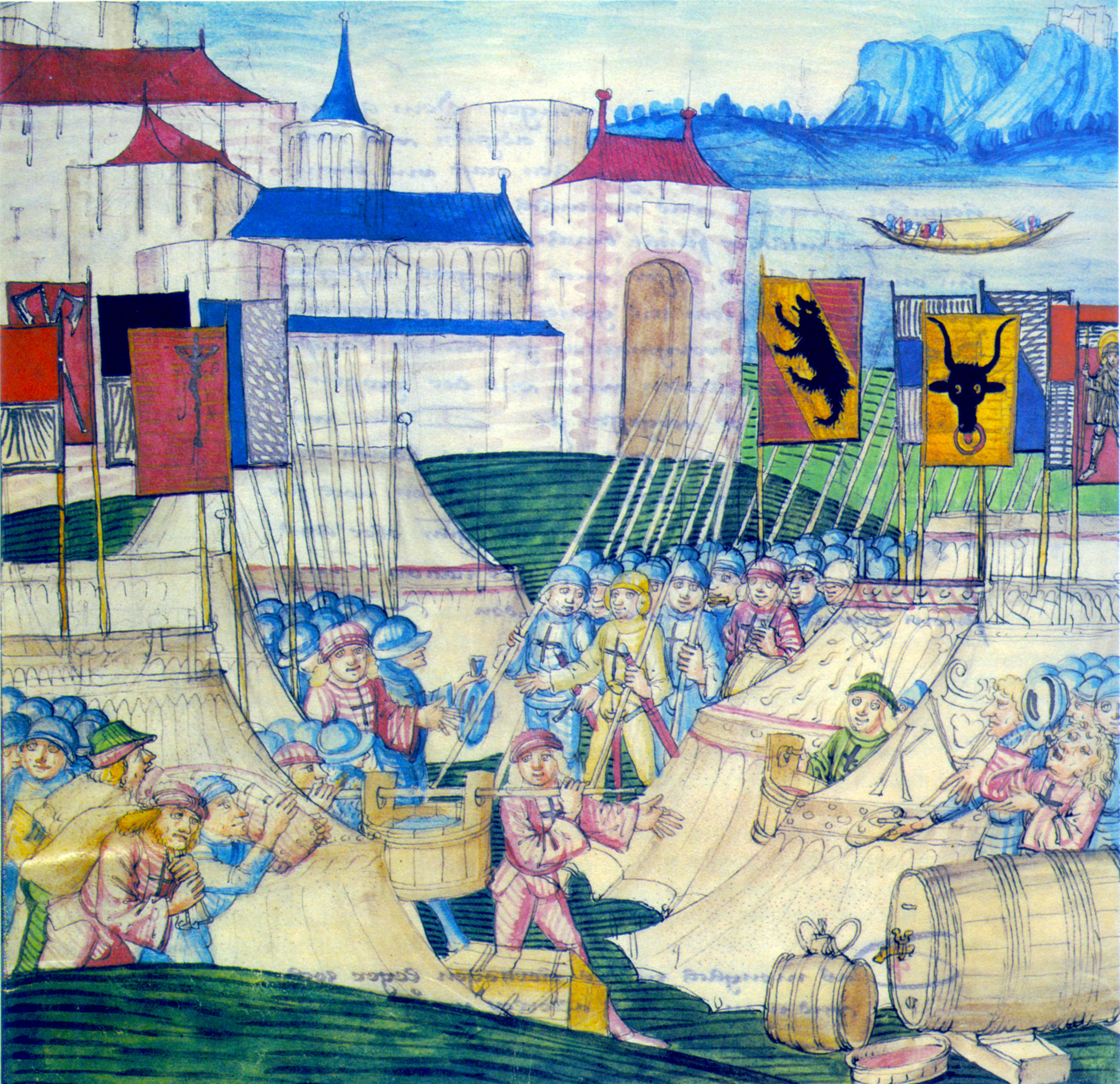
Pillage du camp de Charles après la bataille de Grandson.

C'est à ce moment que ce petit-fils, René de Vaudemont, fait irruption tout armé, tout couvert de poussière, arrivant de la bataille de Grandson. Ses alliés, les Suisses, y ont mis en fuite Charles le Téméraire. Voyant s'éteindre « la dernière lueur de ses espérances politiques », Marguerite meurt le soir même.
Charles forme le projet déraisonnable d'envahir la Suisse. Son armée est écrasée à Morat. René de Vaudemont prend Nancy. Charles donne l'ordre de marcher sur la Lorraine. John et Arthur vont combattre à ses côtés. Ils auront en face d'eux Arnold Biederman, qui fut leur hôte en Suisse, et Rodolphe de Donnerhugel, le rival d'Arthur. Contre l'avis de ses conseillers qui veulent attendre le printemps, Charles s'obstine à faire le siège de Nancy.
Au cours d'une mission de reconnaissance, Arthur se retrouve face à Rodolphe. Les deux hommes s'affrontent à cheval. La lance d'Arthur traverse la poitrine du Suisse, qui est touché à mort. René de Vaudemont ordonne alors qu'Arthur soit capturé sans qu'il lui soit fait aucun mal. Rendant justice à sa fidélité envers sa tante Marguerite, René laisse repartir le jeune homme, le faisant escorter par Albert de Geierstein, le père d'Anne.

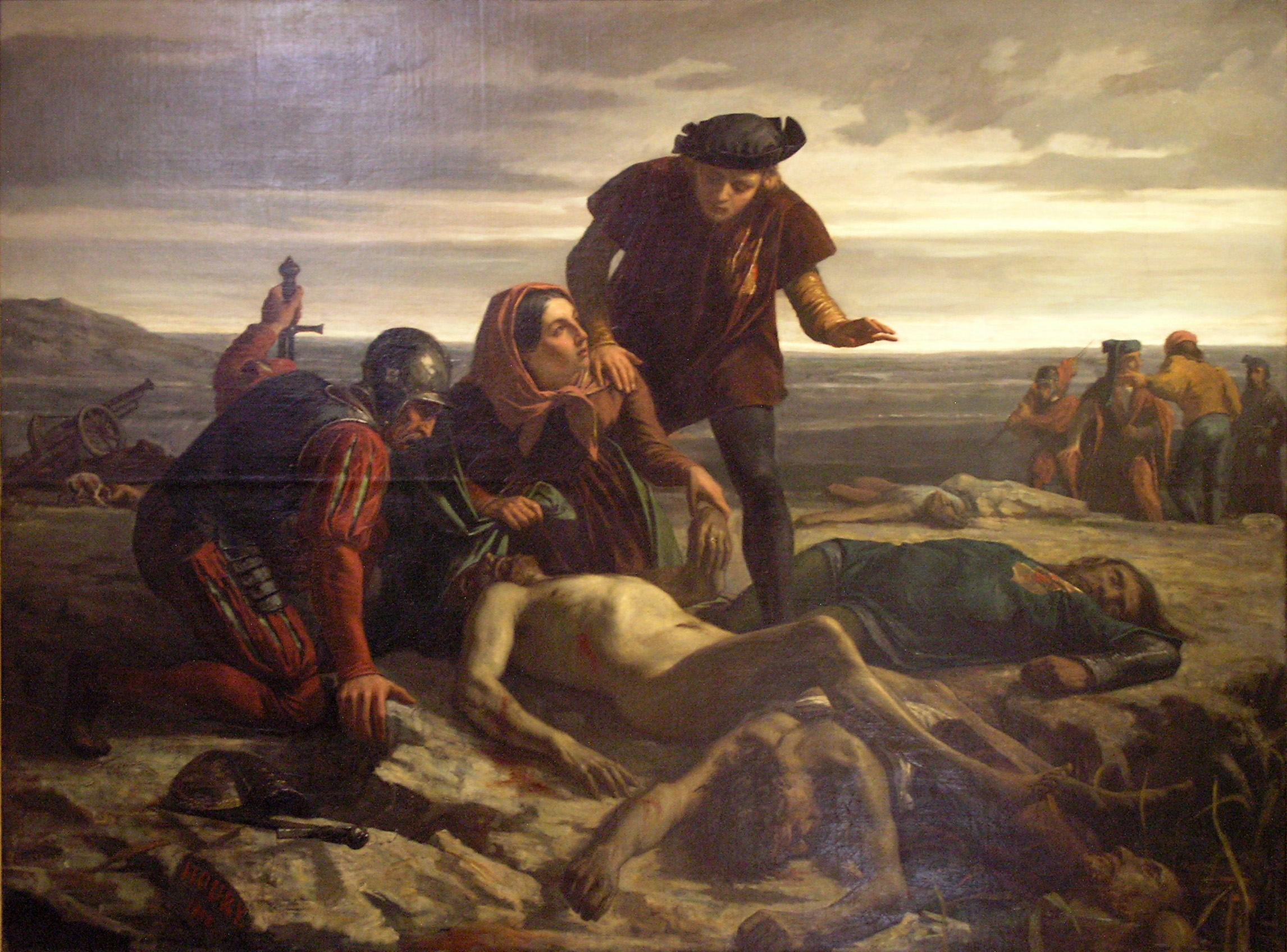
Découverte du corps de Charles, après la bataille de Nancy.

Albert n'est pas mécontent de la mort de Rodolphe, car celui-ci, prétendant à la main d'Anne, avait intrigué auprès de René de Vaudemont pour obtenir son intercession. Or, Albert était farouchement opposé à un tel mariage, y voyant une mésalliance. En revanche, il donne son consentement et sa bénédiction à une union avec Arthur. Par ailleurs, il apprend au jeune homme que les juges de la Vehmegericht ont condamné à mort Charles le Téméraire, et que c'est lui, Albert de Geierstein, qui est chargé de l'exécution de la sentence.
Peu après, le camp bourguignon est attaqué de plusieurs côtés à la fois, et incendié. Charles est en fuite. Arthur et John retrouvent son corps, au côté de celui d'Albert de Geierstein. Un détachement suisse surgit alors, avec à sa tête Sigismond, l'un des fils d'Arnold Biederman. Sigismond accorde quartier à ses amis.
Arthur épouse Anne. Quelques années plus tard, John et Arthur reprennent du service pour la maison de Lancastre et contribuent à l'accession au trône du prétendant, qui devient Henri VII.

## Le récit fantastique de Rodolphe de Donnerhugel
Les barons d'Arnheim, aïeux maternels d'Anne de Geierstein, cherchent à reculer les bornes de la connaissance humaine. Enfoncés dans des livres et des laboratoires, ils se transmettent de père à fils des secrets qu'on estime approcher de bien près les mystères les plus profonds de l'alchimie. Les prêtres répandent le bruit que ces hommes savants sont aidés par des forces surnaturelles.
Le baron Herman von Arnheim a un superbe haras, et son cheval favori est un fougueux coursier noir à qui il a donné le nom d'un démon, Apollyon. Une nuit, Gaspard, son grand écuyer, lui apprend qu'il y a un diable dans l'écurie, à côté d'Apollyon. Le baron se rend sur place, et découvre un étranger cherchant refuge et hospitalité. À son langage, le baron reconnaît en lui un frère du Feu sacré. D'après les rites des mages persans, il ne peut lui refuser sa protection. Il accepte, à condition que le mage l'instruise dans ses plus secrets mystères.

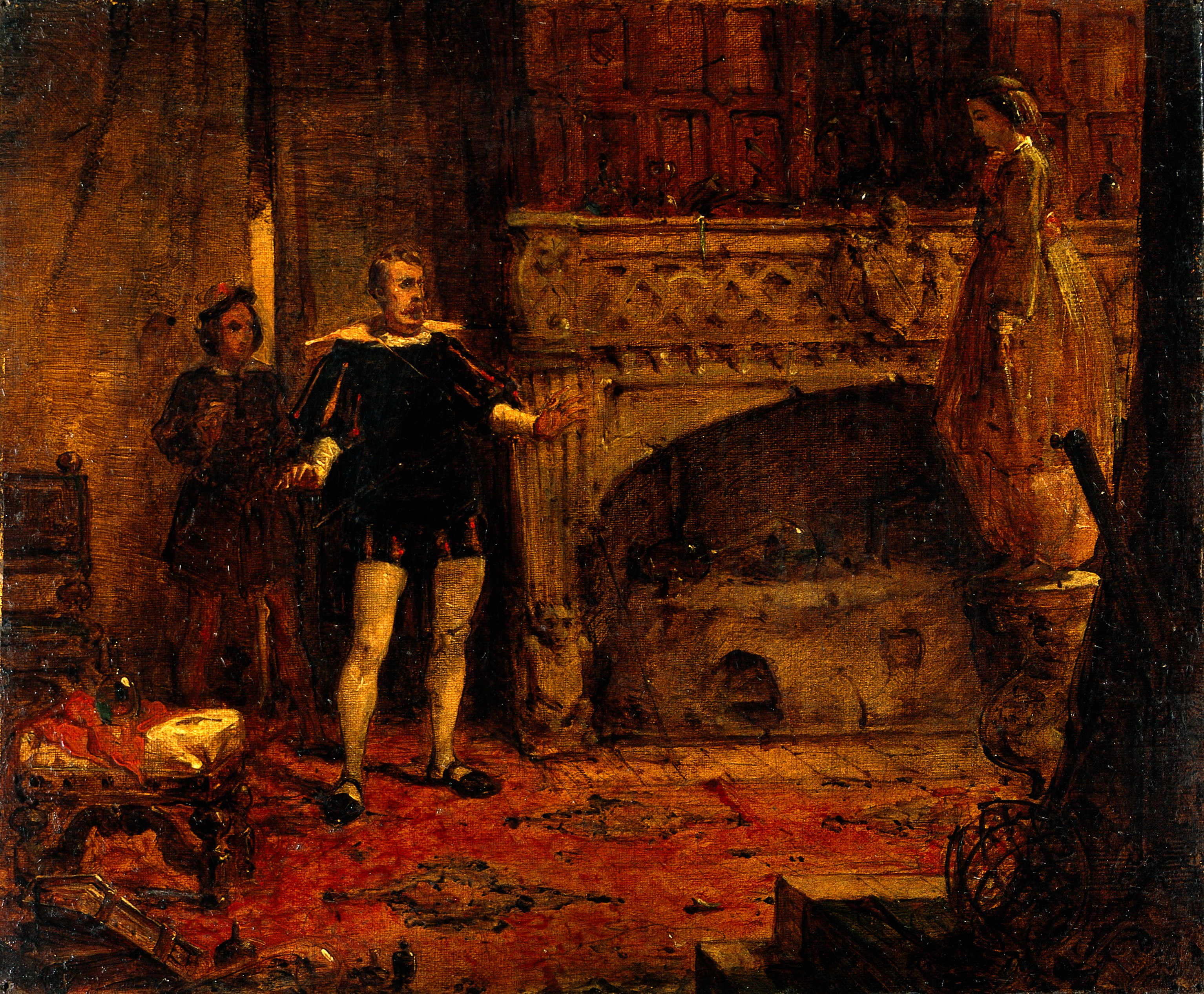
Le baron trouve une jeune fille agile dans son laboratoire.

À minuit, les portes du château sont ébranlées comme par un ouragan. Une voix retentit, réclamant Dannischemend, fils d'Ali. Le baron informe la voix qu'il prend le mage sous sa protection pour un an et un jour.
Le Persan reste donc à Arnheim. Au bout d'un an, il fait ses adieux au baron. Il lui révèle que sa fille viendra prendre sa place et continuera de l'instruire. Il le prévient cependant que, s'il regarde la jeune fille autrement que comme un élève regarde son professeur, la lignée mâle d'Arnheim s'éteindra. Puis il quitte le château.

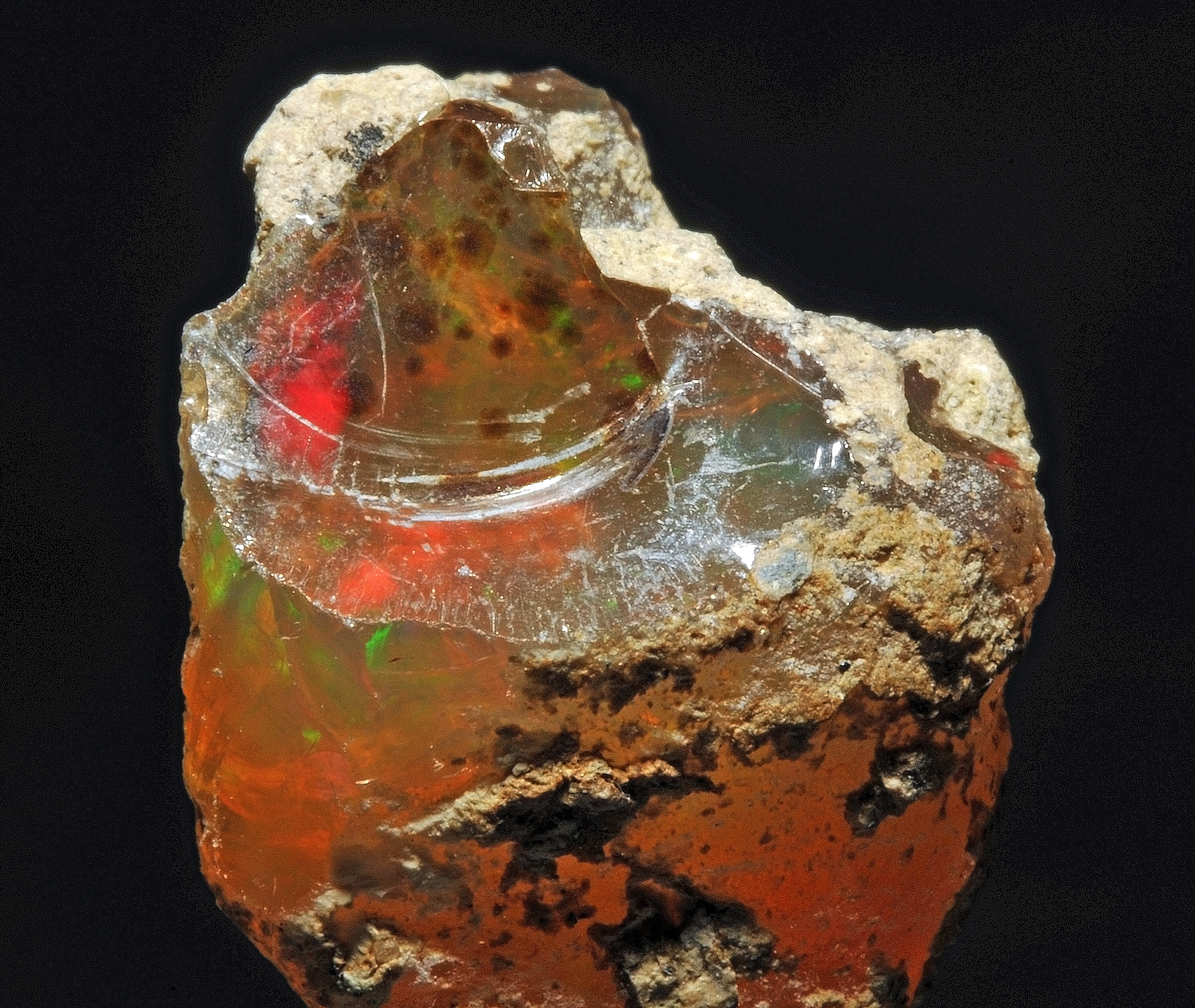
Une opale, pierre fine à laquelle sont attachées des superstitions.

Le lendemain, le baron se rend dans son laboratoire, qui a été fermé à clé toute la nuit. Il y trouve une jeune fille en costume persan cramoisi, les cheveux retenus par un ruban dont l'agrafe d'or est sertie d'une opale. Hermione a des connaissances impressionnantes, que ce soit en théologie, dans les langues ou dans les sciences. L'élève ne peut résister longtemps au charme de la maîtresse, qui est pourvue de quantité d'aimables qualités. Cependant, son agilité et sa facilité à paraître et disparaître donnent à penser qu'elle n'est pas une simple mortelle. Et, dans les moments où elle s'anime, on dit que ses yeux étincellent, que ses joues deviennent plus vermeilles et que son opale lance un éclat plus vif encore que de coutume, comme si elle partageait les sentiments de celle qui la porte. Hermione — notamment lorsqu'elle se signe, en entrant dans l'église — veille à ce qu'aucun liquide n'approche du joyau mystérieux. Mais ces bruits singuliers n'empêchent pas le baron d'Arnheim d'épouser la jolie Persane. Un an plus tard, le couple a une petite fille que l'on prénomme Sibylle.
Le jour du baptême, une violente querelle de préséance oppose la désagréable baronne de Steinfeld à la comtesse Waldstetten. Folle de rage, la baronne quitte le château en lançant des imprécations contre le sorcier maître des lieux et contre le démon qui n'ose se mouiller le front d'eau bénite.
Voulant couper court à ces calomnies, le baron, accueillant son épouse dans l'église, lui projette quelques gouttes d'eau bénite sur le front. Une goutte tombe sur l'opale, qui lance un feu brillant, puis perd tout son éclat. Hermione tombe à terre, poussant un cri d'angoisse. Conduite dans sa chambre, elle y reste une heure avec son mari, qui finit par sortir, fermant la porte à double tour. Deux heures plus tard, lorsque l'on va prendre des nouvelles d'Hermione, elle a disparu. Il ne reste dans la chambre qu'une poignée de cendres.
Trois ans plus tard, le baron meurt, sans descendance mâle. Sibylle devient baronne d'Arnheim. Elle épouse Albert de Geierstein.

## Personnages

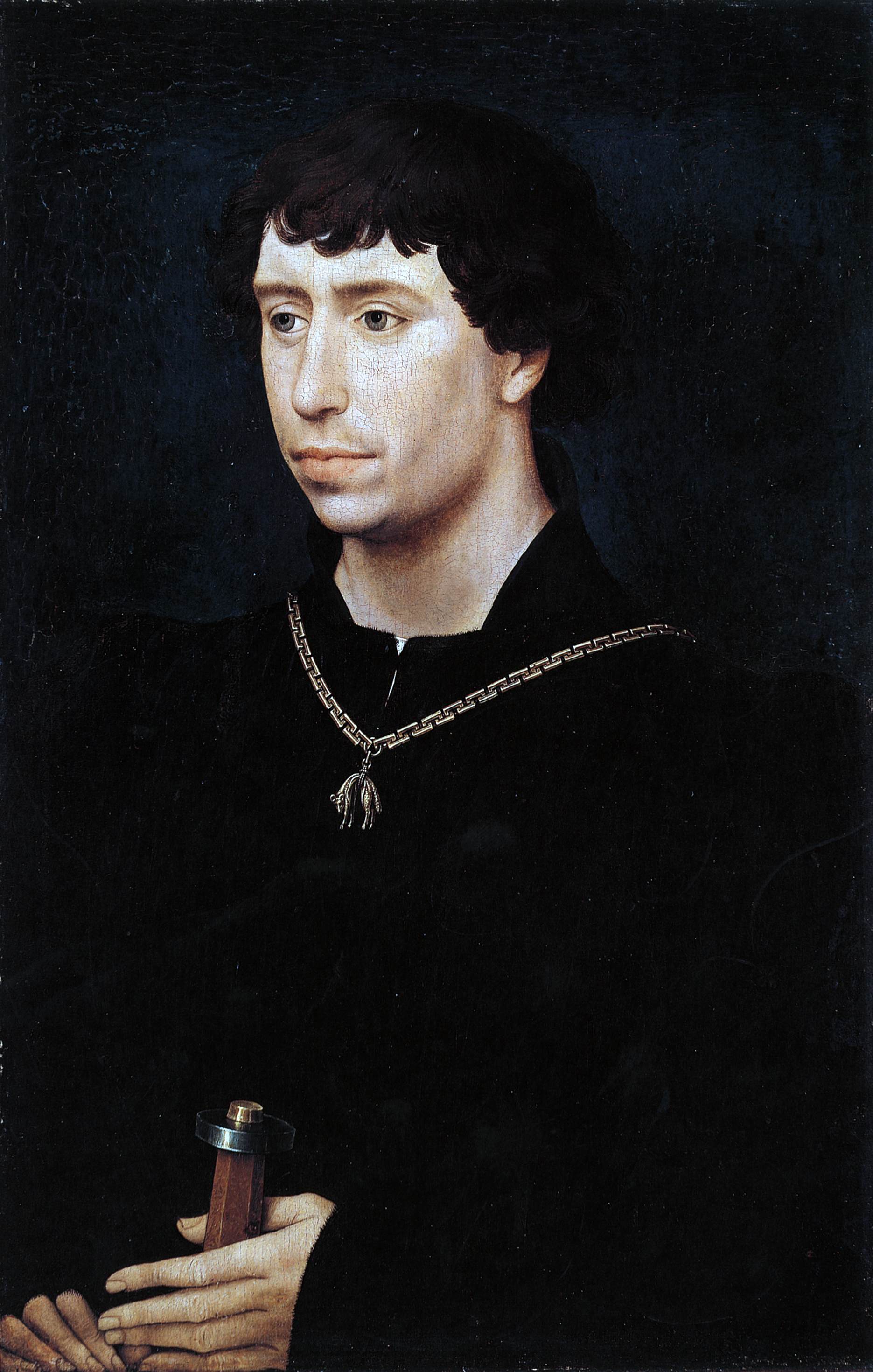
Charles le Téméraire.

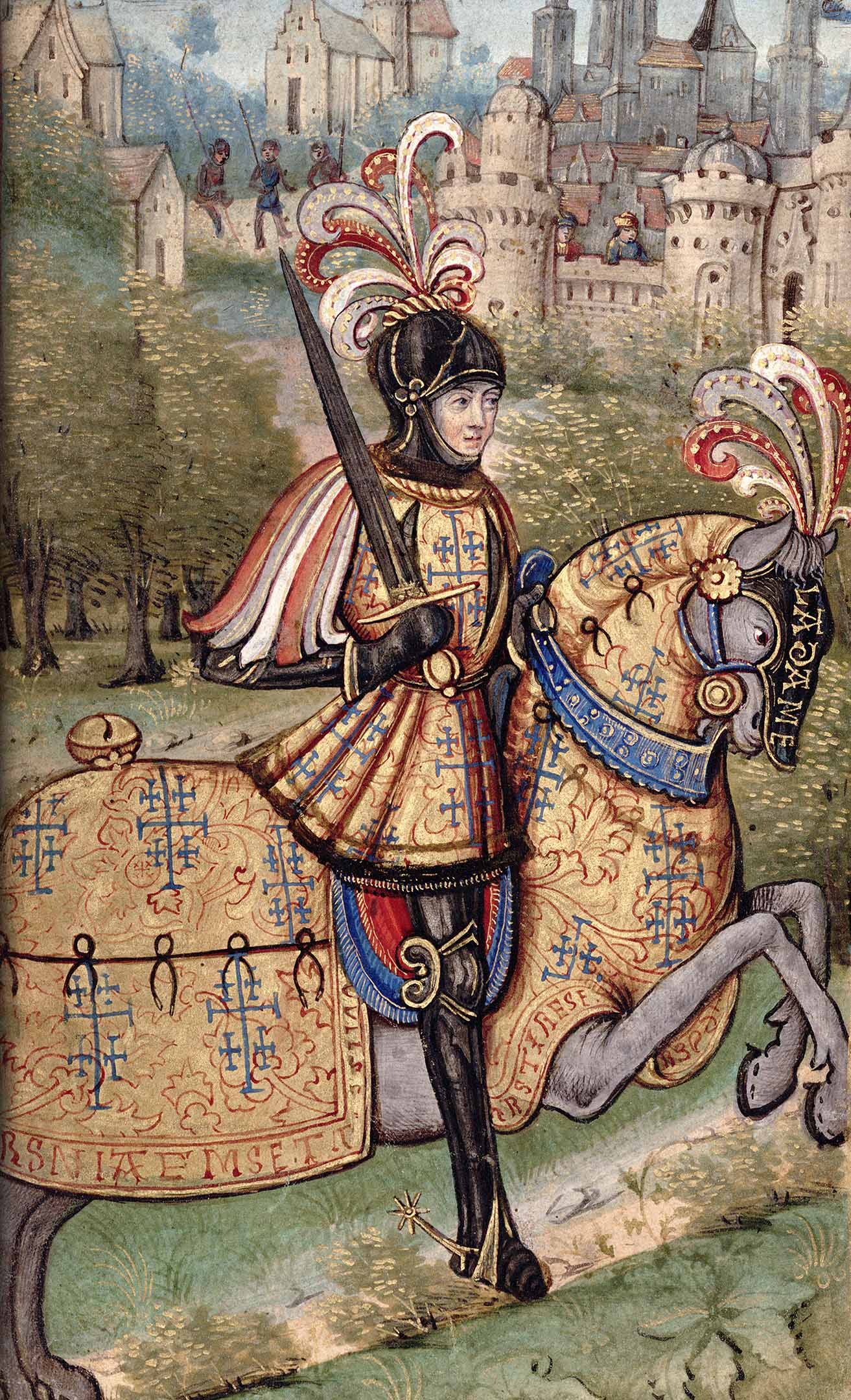
René II de Lorraine, duc de Lorraine (René de Vaudemont, dans le livre).

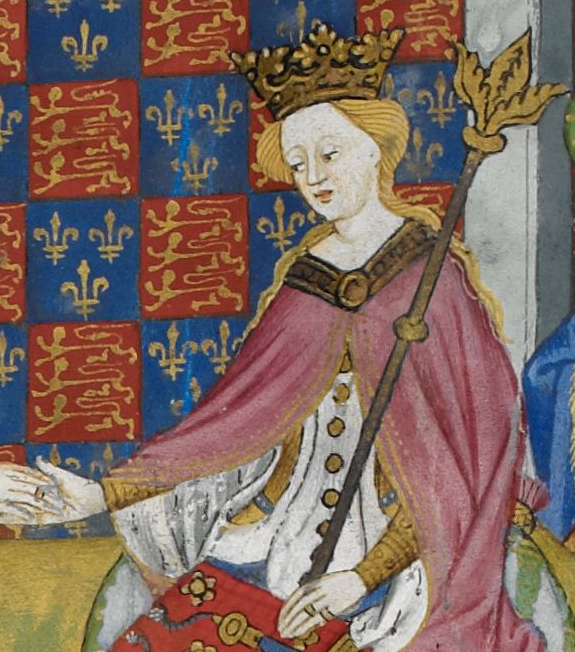
Marguerite d'Anjou, veuve d'Henri VI d'Angleterre.

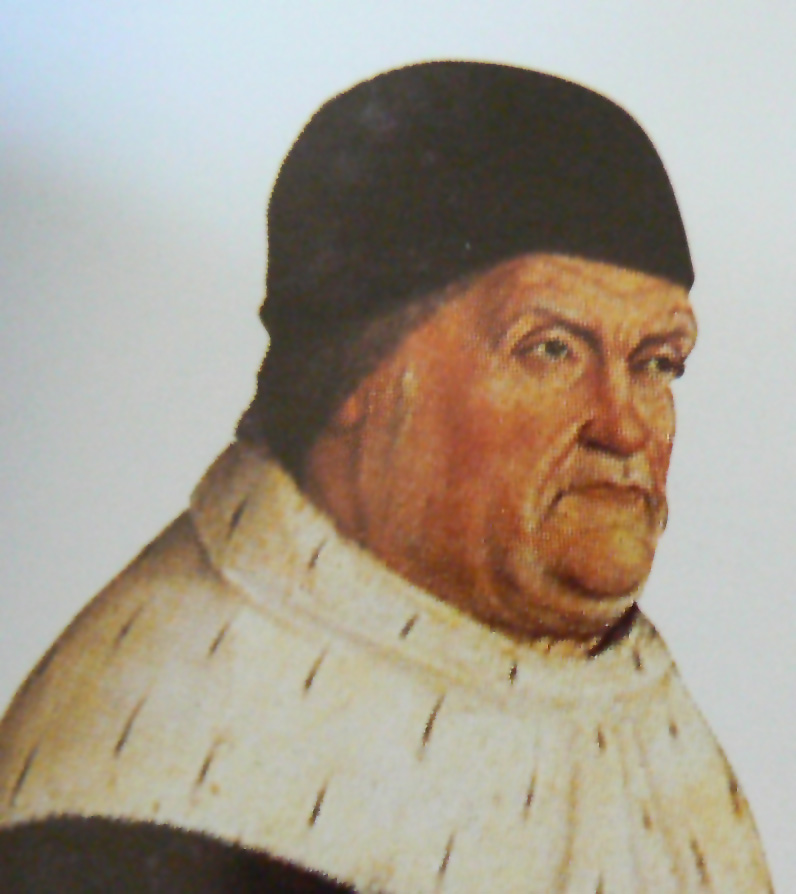
René d'Anjou, « le Bon Roi René », comte de Provence et de Forcalquier.

### Personnages du récit principal
- John Philipson, environ 55 ans, marchand anglais. En réalité John de Vere, comte d'Oxford, fidèle de la maison de Lancastre. Personnage historique. Une physionomie toujours grave et mélancolique. Observateur, réfléchi. Du bon sens, des connaissances étendues et profondes. De la pureté et de la fermeté de principes. Homme d'honneur, intègre, noble, juste, généreux. Ancien compagnon d'armes de Charles le Téméraire, il lui a sauvé la vie à Montlhéry.
- Arthur, Anglais, fils de John, 22 ou 23 ans.
- Arnold de Geierstein, dit Arnold Biederman (ce qui signifie homme plein d’honneur, de franchise et de générosité[17]), dit « le comte paysan », Suisse, propriétaire terrien, landamman (premier magistrat) d'Unterwald. Veuf. Comte de Geierstein, il a renoncé à son titre et à ses privilèges au profit de son frère cadet, Albert. Droit, simple, digne, d'une bonne foi imperturbable. Patriote constant.
- Anne de Geierstein, baronne d'Arnheim. Helvète par son père, Allemande par sa mère. Nièce d'Arnold. Arrière-petite-fille d'un mage persan. Douce, confiante, résolue, « trop vertueuse pour soupçonner le mal, et trop fière pour le craindre[18] ». Simple et bonne, une modestie virginale, un air ouvert, une assurance ingénue. Du bon sens, de la raison, de l'esprit et du courage, de la délicatesse. Mais il court des bruits selon lesquels elle ne serait pas tout à fait comme les autres jeunes filles : on l'aurait rencontrée, en corps et en esprit, dans des endroits où elle n’aurait pu arriver seule. On pense qu'une partie du sang qui coule dans les veines « ne puise pas son origine dans la race d’Adam, mais dérive plus ou moins directement d’un de ces esprits élémentaires dont on a tant parlé dans les temps anciens et modernes[19] ».
- Rodolphe de Donnerhugel, jeune Bernois, dit « le Jeune Ours de Berne », cousin d'Arnold Biederman. D'une taille gigantesque. Arbitre des élégances aux yeux de ses jeunes cousins. Moins apprécié d'Arnold et d'Anne. Vaniteux, ambitieux. Un air de présomption et de supériorité. Une hardiesse effrontée. Une franchise qui va presque à la grossièreté. Courageux, adroit, impétueux. Généreux, mais étourdi et querelleur. Pourtant, quand ses desseins l'exigent, il réussit à contraindre la fougue naturelle de son caractère.
- Sigismond, dit « le Simple », le moins intelligent et le plus indolent des fils d'Arnold Biederman. Pas assez d’esprit pour penser vite, mais assez de bon sens pour penser juste. Fort et courageux.
- Comte Albert de Geierstein, frère cadet d'Arnold et père d'Anne. Une physionomie qui n'inspire pas la confiance : un front armé de hauteur, « couvert d’un nuage sombre et mystérieux », des yeux gris pleins de froideur qui indiquent une humeur sévère et même dure[20]. Sa présence inspire la terreur. La rumeur en fait un sorcier. Il apparaît dans le récit sous des identités diverses.
- Ital Schreckenwald, sénéchal d'Albert de Geierstein, aussi intéressé que cruel. Insolent, indifférent au danger. La rumeur en fait un diable incarné.
- Charles le Téméraire, duc de Bourgogne. Personnage historique. Scott l'a déjà mis en scène dans Quentin Durward. Une noble franchise. Un tempérament ardent, impétueux. Il ne manque ni de générosité ni d'honneur, mais il est hautain, fier et absolu dans ses volontés. Ses mesures lui sont dictées par ses passions et par son premier mouvement, plutôt que par une pénétrante considération des circonstances. Il s'emporte à la moindre contradiction. On excite facilement son ambition et sa soif de pouvoir, mais il est presque impossible de le conduire en ligne directe au point désiré : quelque idée viendra toujours l'en distraire. « Tantôt méfiant sans cause et injustement, tantôt s'abandonnant à une confiance sans bornes[21]. » Il joint « la cruauté à la justice, la magnanimité à la bassesse, l’économie à la prodigalité et la libéralité à l’avarice » : il n'est d’accord en rien avec lui-même, si ce n’est dans son opiniâtreté à suivre un plan, quels qu'en soient les risques et quelle que soit l'évolution de la situation[22]. Il méprise les ruraux et les commerçants des Cantons suisses, au lieu de les courtiser comme fait Louis XI.
- Archibald von Hagenbach, chevalier du Saint-Empire romain, gouverneur établi par Charles le Téméraire à La Férette, point de passage de tout le commerce de Berne et de Soleure. Il est en même temps administrateur des revenus publics. Chevalier-brigand hautain, féroce, arbitraire, cruel, d'une rapacité insatiable. Ivre chaque matin, avant même d'entendre sa messe. Dans les cas très difficiles, sa bouteille est son oracle infaillible. Scott s'inspire pour ce personnage de Pierre de Hagenbach, exécuté à Brisach pour crimes de guerre le 9 mai 1474[10],[11].
- Députés de la diète législative des cantons libres et confédérés de la Suisse :
  - Nicolas Bonsteteen, député du canton de Schwytz. Propriétaire terrien comme Arnold Biederman, dont il est l'ami et dont il adopte toutes les opinions ;
  - Melchior Sturmthal, porte-bannière de Berne. D'une « insouciance militaire[23] » ;
  - Adam Zimmerman, vieux et important bourgeois de Soleure. Un air solennel.
- Lawrenz Neipperb, jeune Bâlois. En réalité René II, duc de Lorraine, petit-fils de René d'Anjou et neveu de Marguerite d'Anjou. Personnage historique. Dans le livre, il est nommé Vaudemont, du nom de son père[24]. Plein d'ardeur et de courage. Il a hérité de la Lorraine. Charles le Téméraire — qui a moins de droits, mais plus de pouvoir — lui conteste cet héritage, couvrant le duché de ses troupes.
- Francis Steinernherz von Blutacker (« François Cœur-de-pierre du Champ-de-sang »), scherfrichter (exécuteur des hautes œuvres) d'Hagenbach. Il a mis à mort neuf nobles sans jamais donner plus d'un coup, ce qui lui ouvre droit à la noblesse.
- Barthélemi, plus de 50 ans, pèlerin, marchand de fausses reliques et d'indulgences pour les erreurs futures. Astucieux, vif, hypocrite.
- Ian Mengs, farouche aubergiste alsacien, à l'enseigne de La Toison d'or. Un abord repoussant : moins gai que le bréviaire d'un ermite, un front sombre comme une tragédie, un air d'importance, un ton et des manières durs. Grossier, impertinent.
- Annette Veilchen[25], fidèle femme de chambre d'Anne de Geierstein, sa confidente et sa compagne. Résolue, sensée, volontaire. Vive, enjouée, toujours prête à rire et à plaisanter, elle aime bouger, courir, parler. Des manières libres et hardies, du franc-parler. Elle n'a aucun égard pour les distinctions de rang.
- Marguerite d'Anjou, fille de René d'Anjou, tante de René II de Lorraine, veuve du roi d'Angleterre Henri VI. Personnage historique. Une intelligence supérieure, des manières hautaines, un esprit inquiet. Plongée dans un désespoir sans remède. Un air de mélancolie éternelle, une conversation grave et sérieuse, un mépris avoué pour toutes les frivolités qui règnent à la cour de son père. Un orgueil qui, selon son père, est une excuse pour son mauvais caractère. Hardie et résolue, entreprenante, déterminée. Énergique, impétueuse, opiniâtre, manipulant les mâles à sa guise, elle ressemble à la braque Gorgone de Charles le Téméraire, d'après celui-ci[26]. « Une créature imposante, observe Sigismond. La première vache du troupeau, celle qui porte les bouquets et les guirlandes et qui reconduit les autres au chalet, n’a point le pas plus majestueux[27] […] Si elle avait vingt à trente ans de moins, ce serait une excellente femme pour un fermier suisse. Je réponds qu’elle tiendrait sa maison en bon ordre[28]. »
- René d'Anjou, comte de Provence et de Forcalquier, dit « le Bon Roi René ». Roi des Deux-Siciles, de Naples, d’Aragon et de Jérusalem, « sans posséder un seul arpent de territoire, et sans tirer un sou de revenu[29] ». Père de Marguerite, grand-père de René II de Lorraine. Personnage historique. Amateur de poésie et de musique, de chasse et de joute. Du courage, mais pas de qualités guerrières. Des talents très médiocres. Une tête « incapable de contenir deux idées à la fois[30] ». Juste, joyeux, débonnaire. Un caractère doux, inconsidéré, insouciant. Il ne peut échapper à ses malheurs « qu'en évitant d'y songer[31] ». D'une « gaieté idiote[32] », selon sa fille qui méprise ses goûts et ne lui pardonne pas sa légèreté d'esprit.
- Henry Colvin, général d'artillerie anglais au service du duc de Bourgogne. Ancien partisan de la maison de Lancastre.
- Comte de Campo Basso, chef des mercenaires italiens de Charles le Téméraire. Personnage historique. Apparu dans Quentin Durward. « Un extérieur plein de noblesse, de la grâce, de la gaieté, une adresse parfaite dans tous les exercices de la guerre et dans tous les arts de la paix qui conviennent à une cour[33]. » Traître.
- Martin Blok, riche boucher de Dijon, porte-parole des députés du tiers-état. Ferme, hardi, résolu.

### Personnages du récit de Donnerhugel
- Herman von Arnheim, grand-père maternel d'Anne de Geierstein.
- Dannischemend, mage persan, arrière-grand-père maternel d'Anne.
- Hermione, dite « la Nymphe de feu », ou « la Salamandre », fille de Dannischemend, épouse d'Herman von Arnheim, grand-mère maternelle d'Anne. Des manières séduisantes et aimables, une conversation animée. Un esprit brillant, mais plein de douceur et de modestie. Très généreuse. Simple, aucune ostentation. De profondes connaissances. Quelques singularités. Danseuse agile, infatigable, d'une légèreté surnaturelle.
- Comtesse Waldstetten, dame de haut rang et de peu de fortune, veuve d'un comte de l'Empire. Elle préside aux affaires domestiques du baron d'Arnheim, dont elle est la parente. Avant le mariage du baron et d'Hermione, elle fait office de chaperon, pour prévenir les médisances.
- Sibylle, fille d'Hermione et du baron d'Arnheim, épouse d'Albert de Geierstein et mère d'Anne.
- Baronne de Steinfeldt. Une curiosité insatiable, un orgueil insolent, une humeur aigre et hautaine.

## Accueil
Ni Scott ni le coéditeur Ballantyne (en) ne croient au succès du livre. Il va pourtant plaire beaucoup, notamment en Angleterre. C'est une des meilleures ventes des dernières années de Scott. La critique se montre très favorable. Quelques commentateurs cependant jugent la part historique bien plus intéressante que la fiction : Scott n'aurait pas réussi, dans ce livre, à opérer la fusion des deux.

## Traductions
- Charles le Téméraire ou Anne de Geierstein, la fille du brouillard, trad. Auguste-Jean-Baptiste Defauconpret, Paris, Gosselin, 1829, 5 vol. in-12[34].
- Anne de Geierstein ou la Vierge des brouillards, trad. Jean Cohen, Paris, Boulland, 1829, 4 vol. in-12[35].
- Anne de Geierstein ou la Fille des brouillards, trad. Albert Montémont, Paris, Armand Aubrée, 1831, in-8[34].

Le livre n'a pas été réédité en France depuis le XIXe siècle.

## Adaptations
- En 1829, année même de sa parution, le roman est adapté au théâtre[37].
- Du 16 novembre 1941 au 16 mai 1943, dans le quotidien québécois L'Action catholique, Rodolphe Vincent et Odette Fumet adaptent le roman en bande dessinée, sous le titre La Fille du brouillard[38].

## Superstitions liées aux opales
L'opale est un porte-bonheur pour les Grecs et les Romains et reste, à travers les âges, la pierre de la chance. Elle est réputée sensible aux émotions de celui qui la porte : elle pâlit devant un ennemi, rougit devant un ami… Ce n'est qu'au XIXe siècle, en France, que des rumeurs commencent à lui prêter un rôle maléfique. L'origine de cette mauvaise réputation est sans doute d'ordre commercial : l'opale se brise fréquemment, pénalisant lapidaires et sertisseurs.